# Southern Utah University

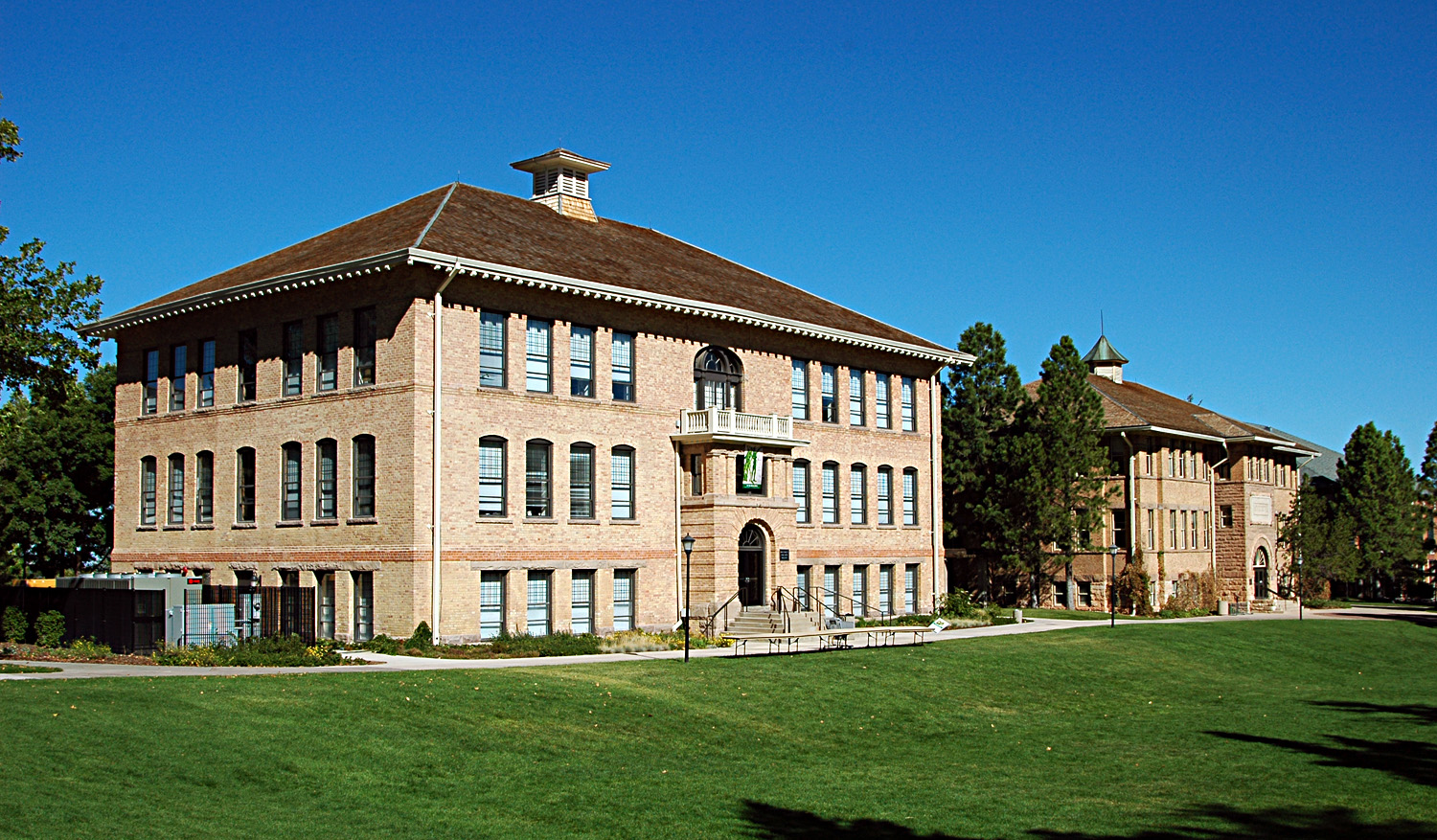
Gebäude der Southern Utah University

Die Southern Utah University (auch SUU genannt) ist eine staatliche Universität in Cedar City im US-Bundesstaat Utah.

## Historisches
Die Hochschule wurde 1897 als Branch Normal School gegründet, 1913 in Branch Agricultural College umbenannt und 1953 in College of Southern Utah.

## Studienangebot
Das Studienangebot umfasst vor allem:
- Computer-, Integrierte Technologie und Ingenieurwissenschaften
- Darstellende und visuelle Künste
- Geistes- und Sozialwissenschaften
- Naturwissenschaften
- Pädagogik
- Weiter- und Berufsbildung
- Wirtschaftswissenschaften

## Zahlen zu den Studierenden und den Dozenten
Im Herbst 2020 waren 12.582 Studierende an der SUU eingeschrieben. Davon strebten 11.249 (89,4 %) ihren ersten Studienabschluss an, sie waren also undergraduates. Von diesen waren 60 % weiblich und 40 % männlich; 1 % bezeichneten sich als asiatisch, 2 % als schwarz/afroamerikanisch, 7 % als Hispanic/Latino und 74 % als weiß. 1.333 (10,6 %) arbeiteten auf einen weiteren Abschluss hin, sie waren graduates. Es lehrten 448 Dozenten an der Universität, davon 339 in Vollzeit und 109 in Teilzeit.
2007 waren 7.029 Studierende eingeschrieben.

## Sport

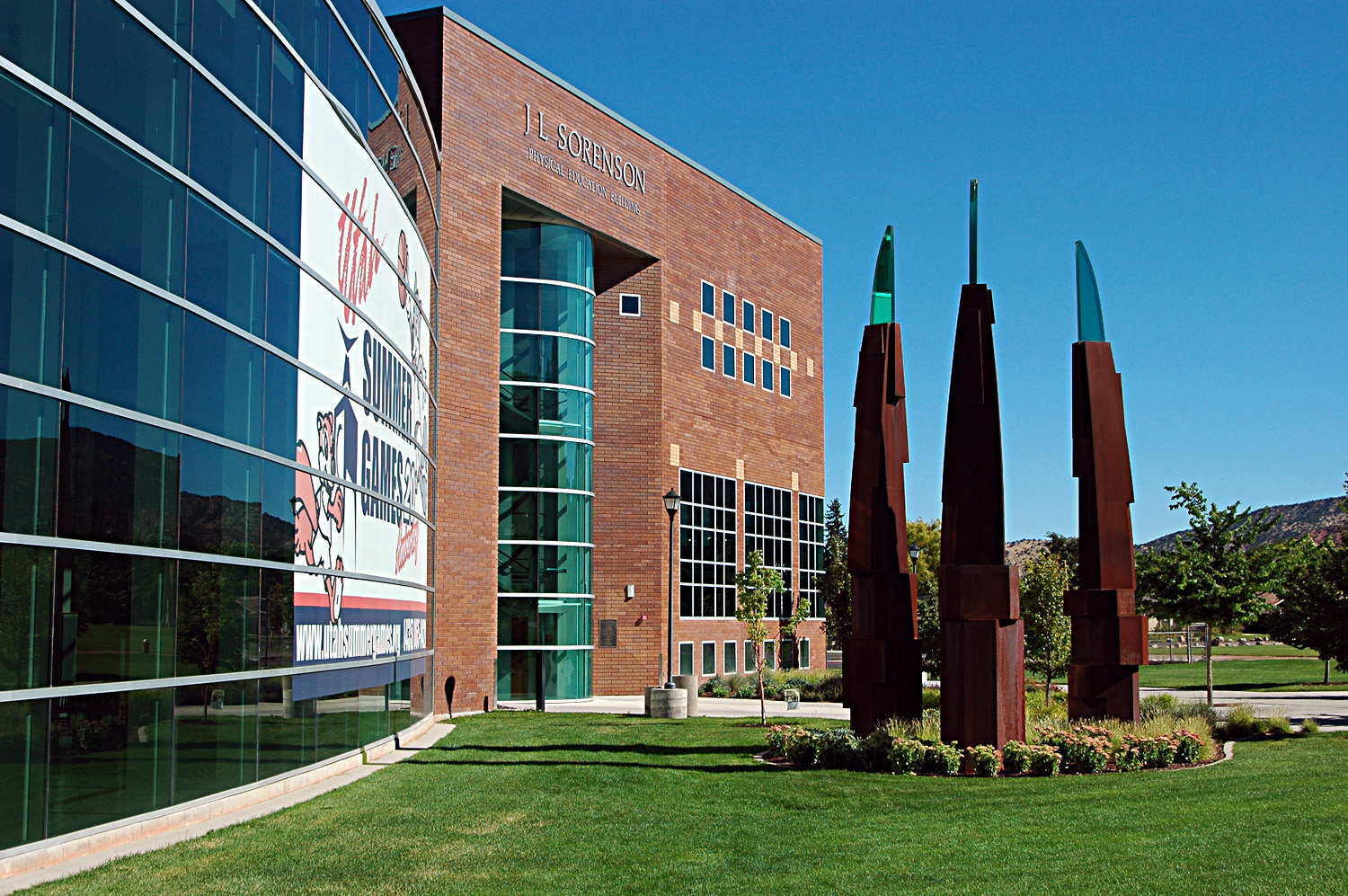
J L Sorenson Physical Education Building

Die Sportteams der SUU sind die Thunderbirds. Die Hochschule ist Mitglied der Big Sky Conference.